# Air Policing
Air Policing (střežení vzdušného prostoru) je termín NATO pro radarový dohled a průzkum vzdušného prostoru, přičemž hlavním cílem je zajištění bezpečnosti dané oblasti. Definice zahrnuje také případné nasazení stíhacího letectva a pozemních systémů protivzdušné obrany při pomoci s identifikací letounů včetně jejich bezpečného doprovodu na letiště, popřípadě zneškodnění hrozby. Pojem Air Policing vznikl spojením dvou anglických slov – „Air“ (letecký, vzdušný) a „Policing“ (ve smyslu střežení či dohledu). Definice pojmu Air Policing v rámci NATO hovoří o použití přepadového stíhacího letounu v době míru pro účely zachování integrity určeného vzdušného prostoru.

## Air Policing – Vzdušné síly AČR

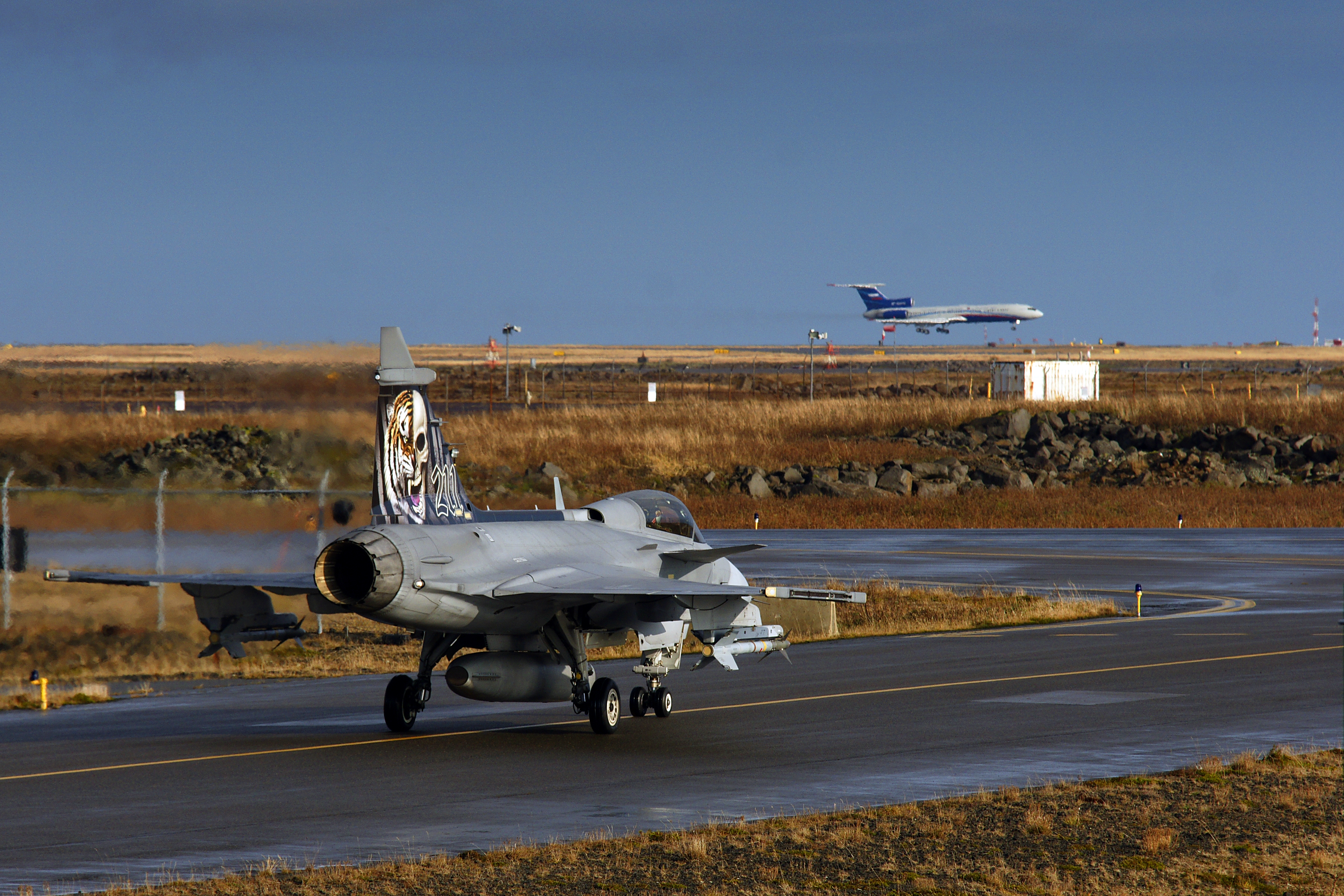
Gripen 211. taktické letky v Keflavíku na Islandu

V České republice zajišťují Air Policing Vzdušné síly AČR v rámci aliančního systému NATINAMDS (NATO Integrated Air and Missile Defence System). Letouny 21. základny taktického letectva jsou nasazovány i v zahraničních misích, konkrétně v letech 2009 a 2012, kdy kromě domácí hotovosti zajišťovalo české letectvo také vzdušný prostor Litvy, Lotyšska a Estonska (tzv. Baltic Air Policing). V roce 2014 došlo k vyslání obdobného úkolového uskupení na Island.